# Theodore (Alabama)
 Theodore, Alabama és una concentració de població designada pel cens dels Estats Units a l'estat d'Alabama. Segons el cens del 2000 tenia 6.811 habitants.

## Demografia
Segons el cens del 2000, Theodore tenia 6.811 habitants, 2.483 habitatges, i 1.926 famílies La densitat de població era de 220,6 habitants/km².
Dels 2.483 habitatges en un 38,4% hi vivien nens de menys de 18 anys, en un 53,6% hi vivien parelles casades, en un 19,4% dones solteres, i en un 22,4% no eren unitats familiars. En el 19,3% dels habitatges hi vivien persones soles el 7,1% de les quals corresponia a persones de 65 anys o més que vivien soles. El nombre mitjà de persones vivint en cada habitatge era de 2,73 i el nombre mitjà de persones que vivien en cada família era de 3,11.
Per edats la població es repartia de la següent manera: un 28,5% tenia menys de 18 anys, un 9,8% entre 18 i 24, un 29,2% entre 25 i 44, un 22% de 45 a 60 i un 10,5% 65 anys o més.
L'edat mediana era de 34 anys. Per cada 100 dones hi havia 92,9 homes. Per cada 100 dones de 18 o més anys hi havia 89,6 homes.
La renda mediana per habitatge era de 33.750 $ i la renda mediana per família de 36.500 $. Els homes tenien una renda mediana de 32.297 $ mentre que les dones 19.679 $. La renda per capita de la població era de 15.129 $. Aproximadament el 16,3% de les famílies i el 18,7% de la població estaven per davall del llindar de pobresa.

## Poblacions més properes
El següent diagrama mostra les poblacions més properes.